# Гордієнко Олександр Леонідович
Олександр Леонідович Гордієнко (нар. 1965, Миколаїв, СРСР) — радянський та російський волейболіст, гравець збірної СРСР (1987). Зв'язуючий. Майстер спорту СРСР (1984). Майстер спорту міжнародного класу (1985), заслужений майстер спорту Росії (2003).

## Життєпис
Волейболом почав займатися в Харкові. У 1985-1995 виступав за ЦСКА. У його складі: п'ятикратний чемпіон СРСР (1986-1990), срібний призер чемпіонату Росії 1993 року, володар Кубку СРСР 1985 року, триразовий володар Кубку європейських чемпіонів (1987-1989).
У складі збірної Москви в 1986 році став срібним призером Спартакіади народів СРСР.
Чемпіон світу (1985) й Європи (1984) серед молодіжних команд.
У складі збірної СРСР в 1987 році став чемпіоном Європи.